# 布达佩斯城堡山缆车

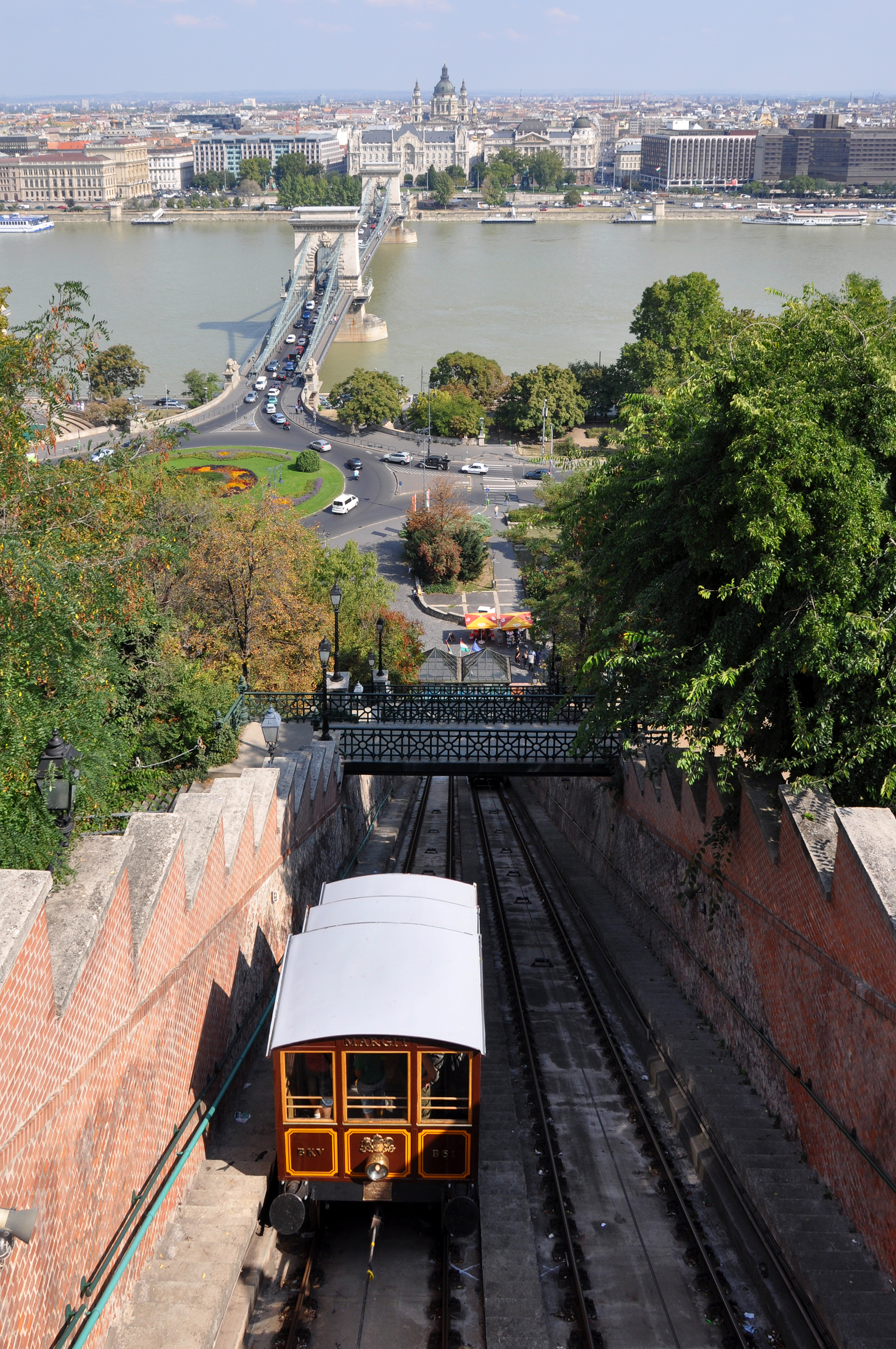

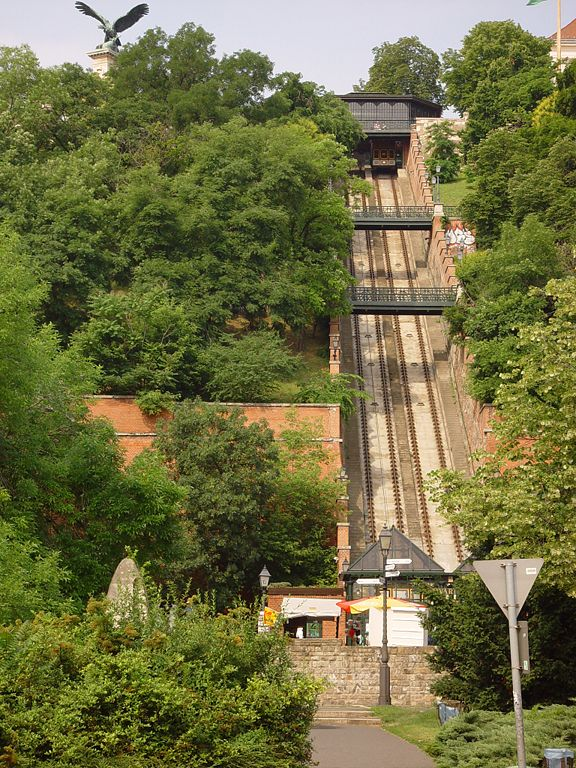

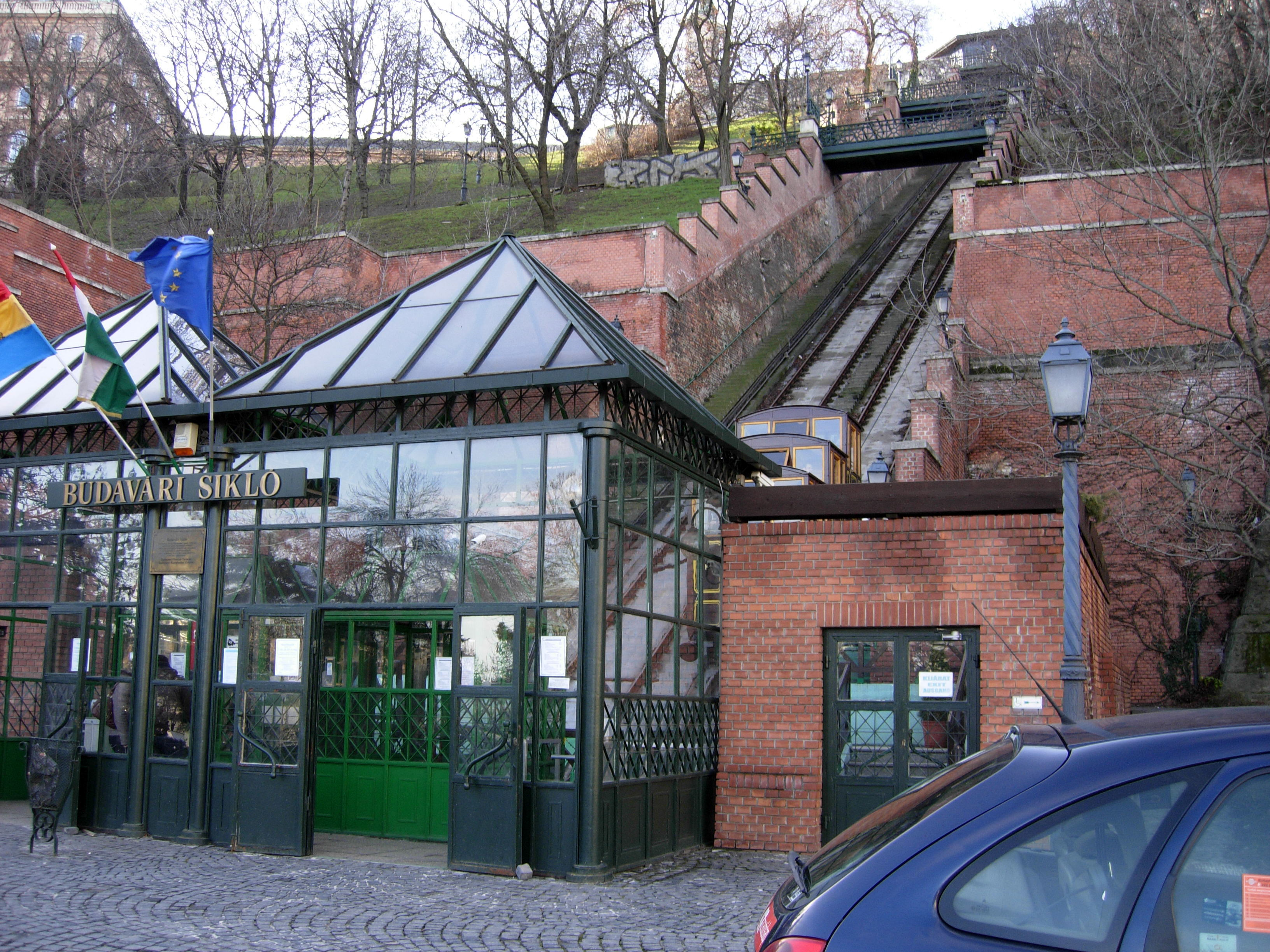

布达佩斯城堡山缆车（匈牙利語：Budavári Sikló）是匈牙利布达佩斯的一条往复式地面缆车，连接塞切尼链桥和布达城堡。

## 历史
缆车于1870年3月2日开通。这是欧洲第二条地面纜車，仅次于里昂缆车。第二次世界大战期间，缆车和车站均被炮弹炸毁。1986年6月4日重新通车。

## 技术参数[1]
- 长度：95米
- 高：51米
- 坡度：31.75°
- 车辆：2
- 容量：每车乘客24人
- 配置：双轨
- 最大速度：1.5米/秒
- 轨距:1,435毫米（4英尺8+1⁄2英寸）標準軌
- 牵引：电力

## 运营
缆车由布达佩斯大众运输公司经营，每天运营时间为7:30至22:00。